# Claude Cherrier
L'abbé Claude Cherrier, né vers 1655 et mort en 1738, est un écrivain, poète et littérateur français, censeur des théâtres de Paris de 1726 à 1734. 
Il est connu pour avoir écrit Polissoniana ou Recueil de turlupinades, ouvrage de rébus, calembours et mots d'esprit, publié en 1722 à Amsterdam mais qu'il n'avait pas signé. On lui attribue aussi L'Homme inconnu ou les Équivoques de la langue, dédié à Bacha Bilboquet.
Son poème le plus connu, Description chimérique d'un être de raison, fabriqué de pièces rapportées, habillé d'une étoffe à double sens, lequel fut construit par une assemblée d'équivoques, assistés du génie burlesque date de 1713.

## Pour approfondir